# Port Sanilac
Port Sanilac est un village du comté de Sanilac, dans l'État du Michigan, aux États-Unis. En 2020, il comptait une population de 567 habitants.